# Portugiesisches Expeditionskorps

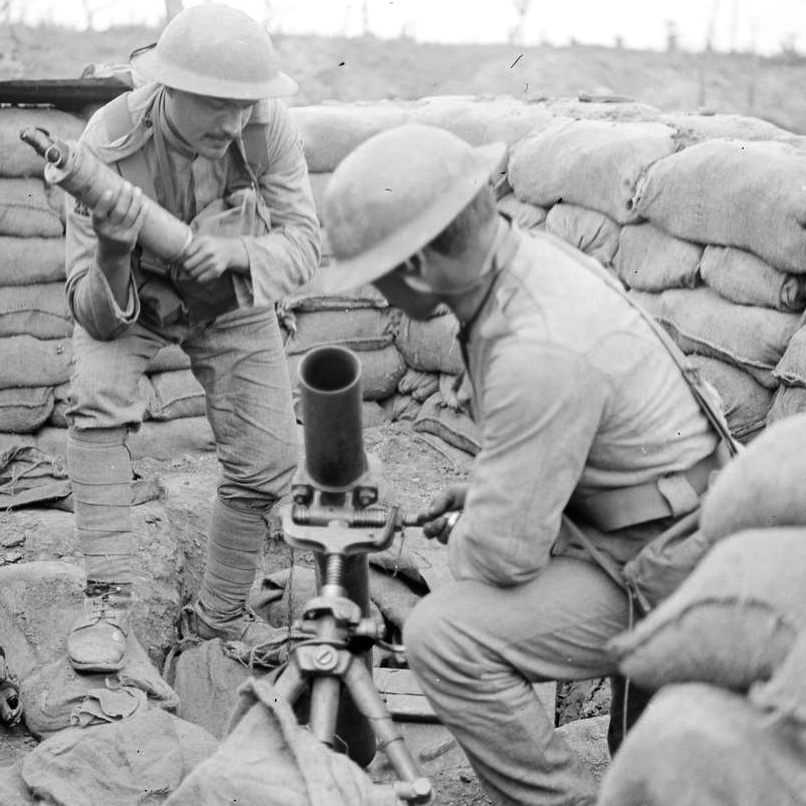
Soldaten des Portugiesischen Expeditionskorps laden einen Stokes-Mörser.

Das Portugiesische Expeditionskorps (Corpo Expedicionário Português) war der wichtigste portugiesische Militärverband, der sich am Ersten Weltkrieg beteiligte.
Portugal hatte zu Beginn des Ersten Weltkriegs seine Neutralität erklärt. Jedoch gab es gelegentliche Scharmützel zwischen portugiesischen und deutschen Kolonialtruppen in Afrika, etwa im Kampf um Naulila. Als die portugiesische Regierung einer Bitte der Alliierten nachkam, deutsche Schiffe in Portugal zu beschlagnahmen, erklärte das Deutsche Reich 1916 Portugal den Krieg. Portugal stellte daraufhin ein Expeditionskorps auf mit nominell rund 55.000 Soldaten. 
Die zeitweise bis zu 56.500 Mann wurden dem Kommando der Briten unterstellt und an der Front in Flandern im Gebiet zwischen Laventie und Festubert eingesetzt. Das Stabsquartier des Korps zog auf den Landsitz La Peylouse in Saint-Venant.

## Hintergrund

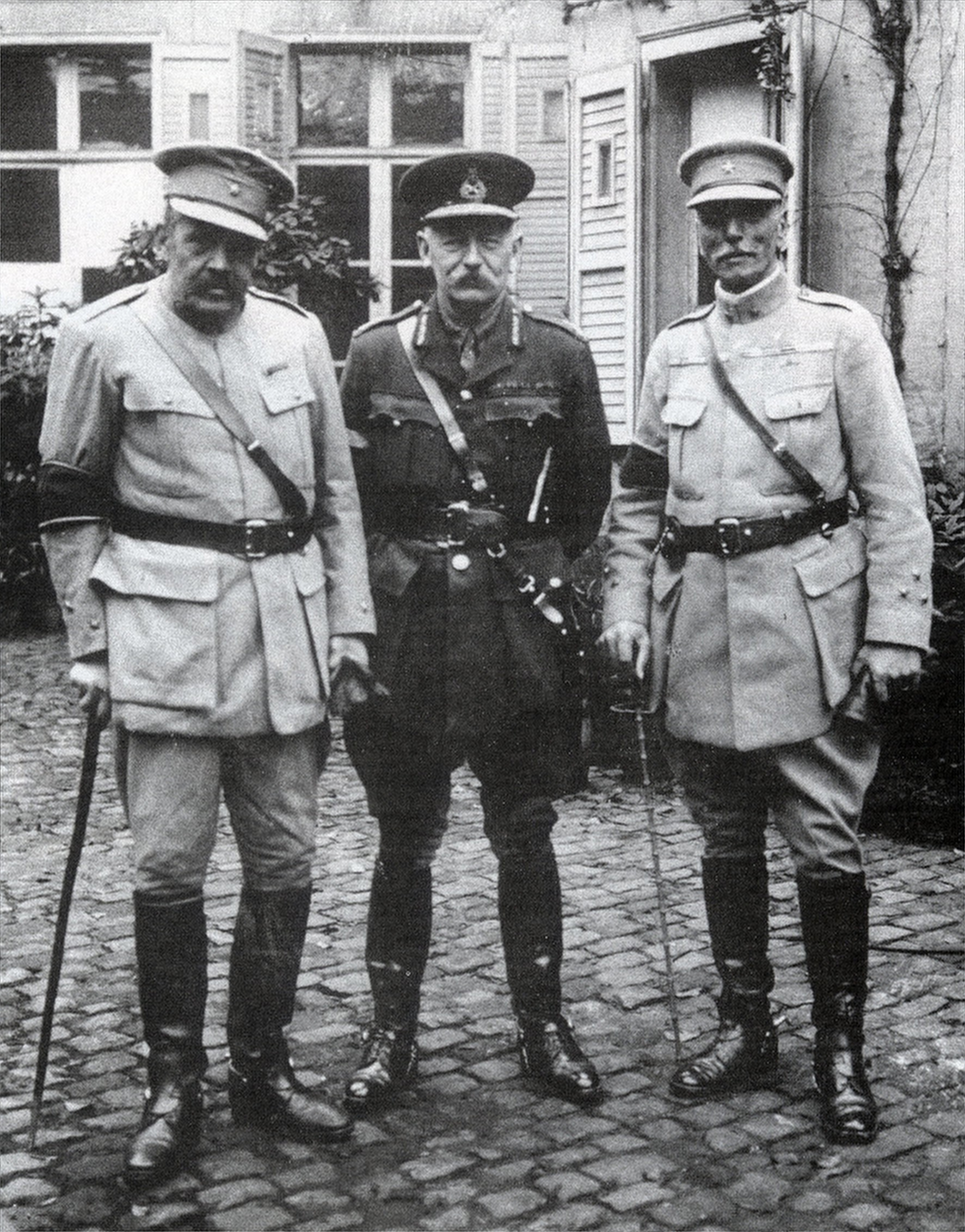
Die portugiesischen Generäle Tamagnini de Abreu und Gomes da Costa, zusammen mit dem britischen General Haking.

Die nach der Revolution von 1910 gegründete Republik Portugal sagte Großbritannien bereits im August 1914 materielle Unterstützung und die Entsendung portugiesischer Truppen zu. Die portugiesische Regierung begründete die Beteiligung am Krieg mit einem alten Allianz-Abkommen der beiden Länder, das 1912 erneuert worden war. Bis 1916 blieb Portugal neutral, obwohl es gelegentliche Scharmützel zwischen portugiesischen und deutschen Kolonialtruppen in Afrika gab.
Mit der Teilnahme am Ersten Weltkrieg auf der Seite der Alliierten versuchte Portugal seine Kolonien zu schützen. 1898 hatten das British Empire und das Deutsche Reich im Angola-Vertrag die Verteilung des portugiesischen Kolonialbesitzes beschlossen, falls Portugal seine Schulden nicht begleichen könnte. Zudem wollte Portugal seinen Eintritt in die Riege der führenden europäischen Nationen unterstreichen. Das Mitwirken auf internationaler Ebene wurde als Mittel zur Stärkung der nationalen Einheit wahrgenommen. Auch sollte die Legitimität des republikanischen Regimes gefestigt werden, das zu dem Zeitpunkt durch monarchistische Bewegungen und große wirtschaftliche Schwierigkeiten bedroht war. Wachsende logistische Probleme der Alliierten veranlassten Großbritannien dazu, im Dezember 1915 die Beschlagnahmung aller in portugiesischen Häfen ankernden deutschen Schiffe zu erbitten. Dies tat die portugiesische Regierung am 24. Februar 1916, worauf das Deutsche Reich am 9. März Portugal den Krieg erklärte.
Die Regierung kündigte an, ein Expeditionskorps aufzustellen, um am Kampf gegen die Westfront teilzunehmen, und bis Juli erste Einheiten aufzustellen.
Anfang 1917 teilte man das Korps in zwei Teile:
- Corpo Expedicionário Português (CEP) und
- Corpo de Artilharia Pesada Independente (CAPI) = unabhängiges Korps der schweren Artillerie

General Tamagnini de Abreu war Kommandeur des Korps; General Gomes da Costa (1863–1929) war Kommandant der zweiten Division.

## An der Front

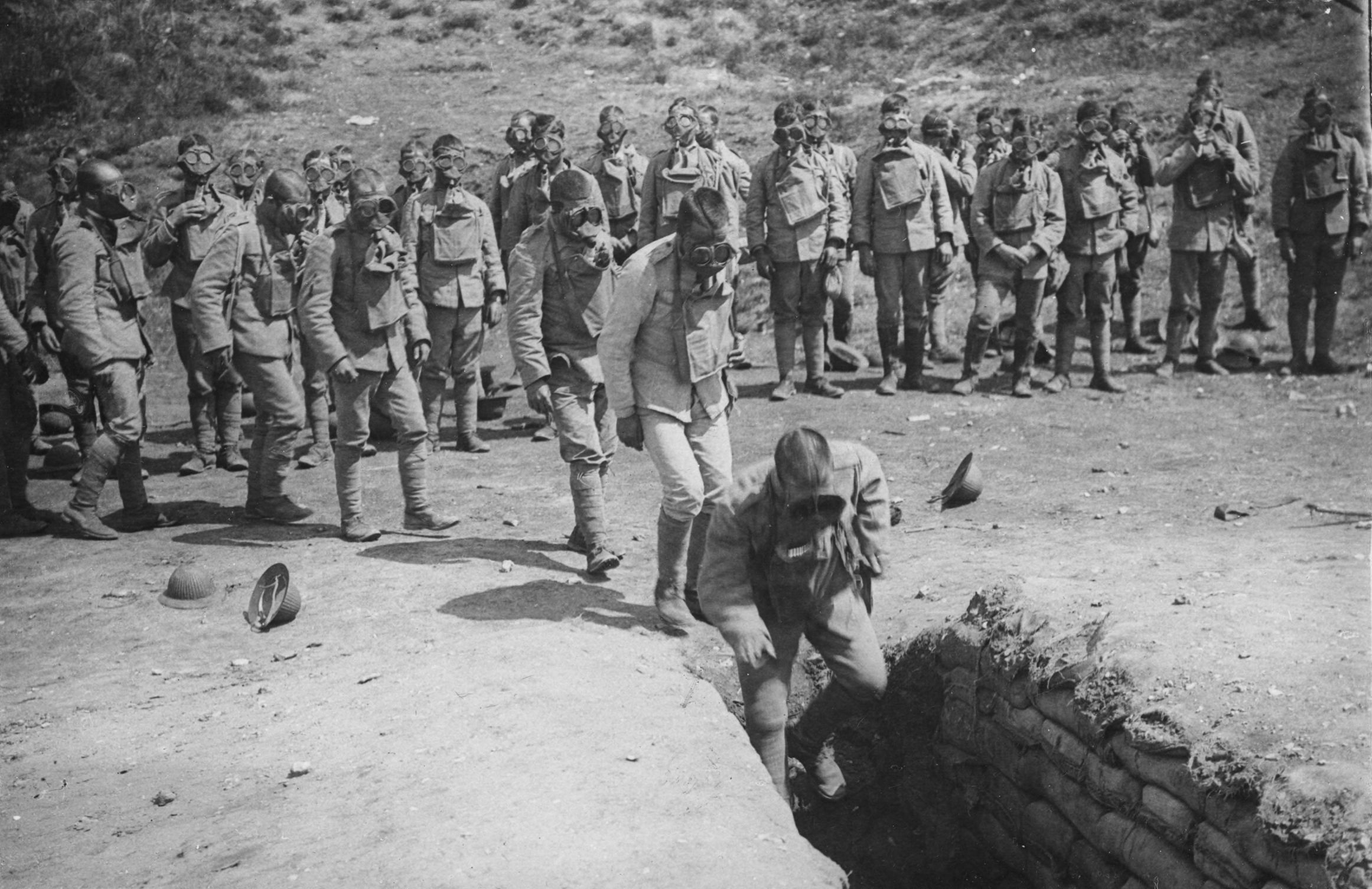
Soldaten des Portugiesischen Expeditionskorps beim Training (Gaskrieg)

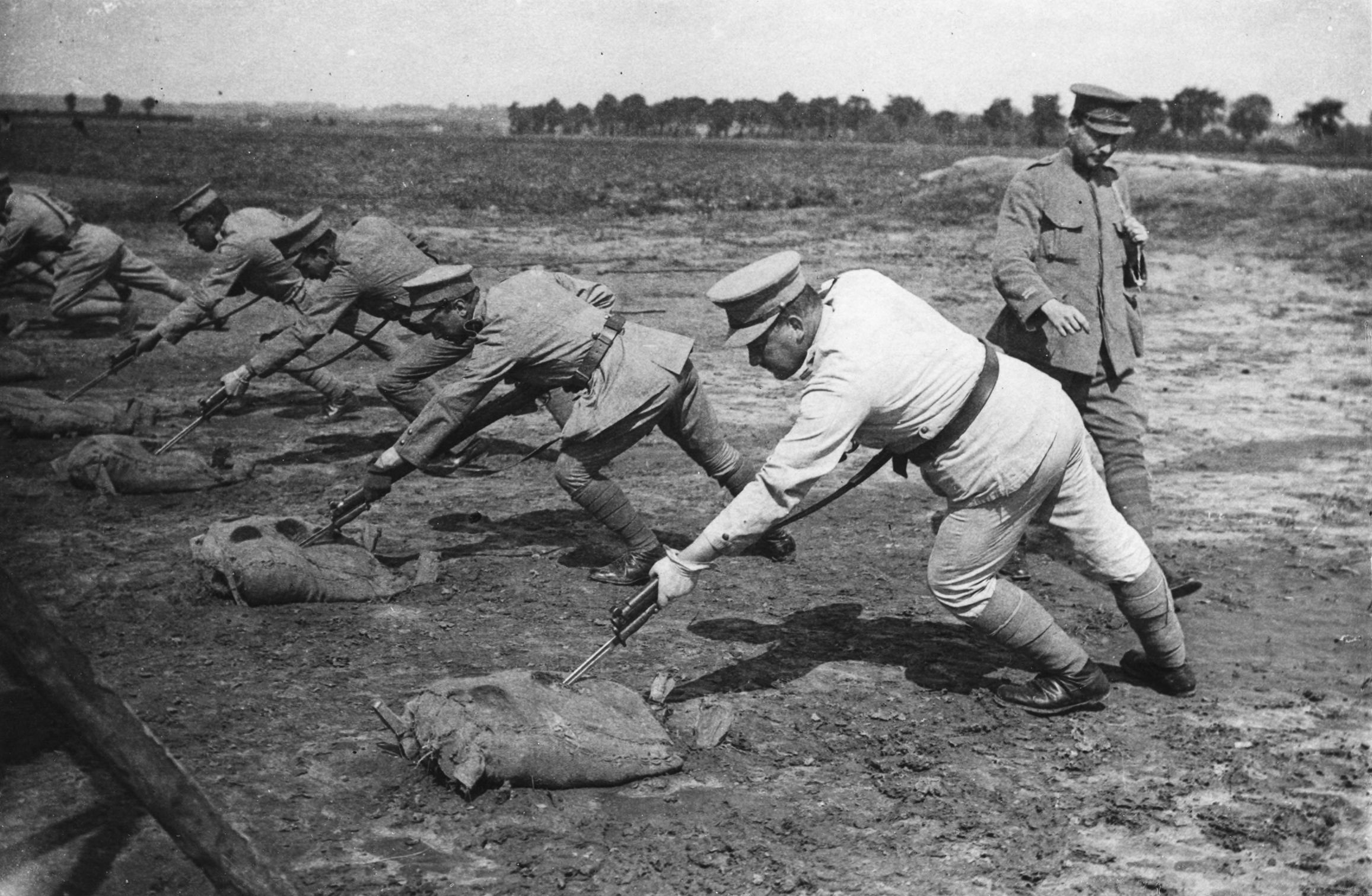
Soldaten des Portugiesischen Expeditionskorps beim Bajonett-Training.

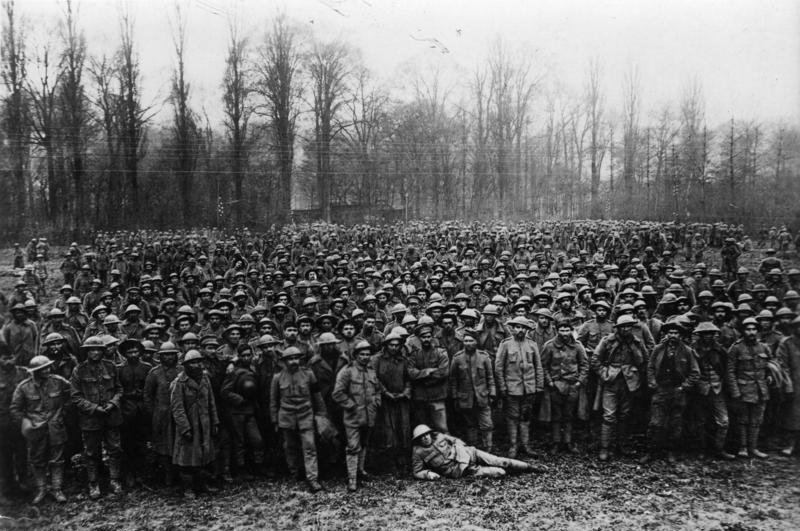
Portugiesische Gefangene nach der Schlacht an der Lys.

Das Portugiesische Expeditionskorps landete im Februar 1917 in der bretonischen Hafenstadt Brest, wurde in Aire-sur-la-Lys im Département Pas-de-Calais stationiert und dem 11. Korps der britischen 1. Armee unter Oberbefehlshaber General Henry Horne angegliedert. Dort erhielten die ersten Gruppen eine Ausbildung in Grabenkämpfen und wurden mit britischen Handfeuerwaffen ausgerüstet. Die ersten Einheiten wurden im Mai bereitgestellt; ein Sektor der Frontlinie wurde vom Portugiesischen Expeditionskorps im November voll gehalten; bis Ende Oktober wurden knapp 60.000 Soldaten nach Frankreich geschickt. Die Moral war durch den Winter 1917/18 niedrig, teils wegen des schlechten Wetters und teils weil die Soldaten keinen Grund für sich sahen, in Frankreich zu sein.

„Im Dezember 1917 wurde die portugiesische Regierung durch einen Putsch gestürzt und Sidónio Pais zum Präsidenten erklärt. Die neue Regierung stellte die portugiesische Unterstützung der Alliierten in Frage und lockerte die Bestimmungen hinsichtlich des Heimaturlaubs, wovon die Soldaten gerne Gebrauch machten. Das Korps verfügte in der Folge über immer weniger Offiziere zur Führung der Truppe. Die Entsendung neuer Truppen von Portugal nach Flandern wurde zudem immer schwieriger, da Großbritannien mit dem Kriegseintritt der Vereinigten Staaten im April 1917 seine gesamte Flotte für den Transport amerikanischer Soldaten verwendete. In der Konsequenz traten im portugiesischen Korps immer häufiger Fälle von Gehorsamsverweigerung auf.“

Ein großes Problem war ein allmählicher Verlust an Soldaten: bis April 1918 gab es etwa 10 % Verluste durch den Zermürbungskrieg; fast die Hälfte der Offiziere fehlte. Es kam kein Ersatz, viele Einheiten waren stark unterbesetzt; Soldaten wurde routinemäßig Urlaub verweigert, und Einheiten wurden für bis zu sechs Monate ohne Pause in der ersten Reihe gehalten. Die Moral sank stark. Im April 1918 wurden Meutereien unter den Männern gemeldet, und die Entscheidung wurde getroffen, die CEP aus der Front zu ziehen und sie durch britische Einheiten zu ersetzen.
Am 6. April 1918 wurde die 1. Division zurückgezogen, die britische 55th (West Lancashire) Division erweiterte ihre Linien nach Süden und füllte die Lücke zum Teil aus und die portugiesische 2. Division besetzte den anderen Teil der Lücke.
Die 2. Division hielt nun das Doppelte des normalen Bereichs der Front; es war geplant, sie am 9. April zurückzuziehen und sie durch zwei britische Divisionen zu ersetzen. An diesem Morgen jedoch starteten die Deutschen an diesem Frontabschnitt einen größeren Angriff, aus dem sich die Vierte Flandernschlacht (= Schlacht an der Lys; bis 29. April) entwickelte. Acht deutsche Divisionen – rund 100.000 Mann – kämpften gegen 20.000 Portugiesen. Trotz hartnäckigen Widerstands wurden die Portugiesen schnell überrannt: die 4. Brigade (die Verteidigung des nördlichen Sektors) um 11 Uhr, die 5. Brigade im zentralen Sektor um 13 Uhr. Der größte Teil der 2. Division löste sich auf und flüchtete; der Divisionsstab musste am 9. April zweimal rückverlegt werden.
Die Reserve, das britische XI. Korps wurde eingesetzt, um die verbleibenden Einheiten zu unterstützen. Es schloss sich zwei portugiesischen Bataillonen am südlichen Ende der Linie an, die ihr Gelände bis zum nächsten Morgen hielten, und verhinderte weitere deutsche Fortschritte Richtung Süden oder Süd-West. Die wichtigste Lücke wurde gefüllt von der britischen 50th (Northumbrian) Division und 51st (Highland) Division. Das Portugiesische Expeditionskorps hatte am 9. April 400 Tote und rund 6.500 Gefangene, zusammengenommen verlor es ein Drittel seiner Truppen an der Front.
Britische Truppen in einer ähnlichen Position waren im Vormonat bei der Operation Michael ebenso schnell überrannt worden.
Das, was vom Portugiesischen Expeditionskorps übrigblieb, wurde hinter die Front zurückgezogen, um dort rückwärtige Pionier- und Sicherungsaufgaben zu übernehmen. Die 1. Division wurde später noch einmal für eine kurze Zeitspanne an die Front verlegt.
Zur Zeit des Waffenstillstands (Ende 1918) zählte das Portugiesische Expeditionskorps etwa 14.000 Mann Verluste: 2.160 Tote, 5.224 Verwundete und 6.678 Gefangene.

## Gedenken

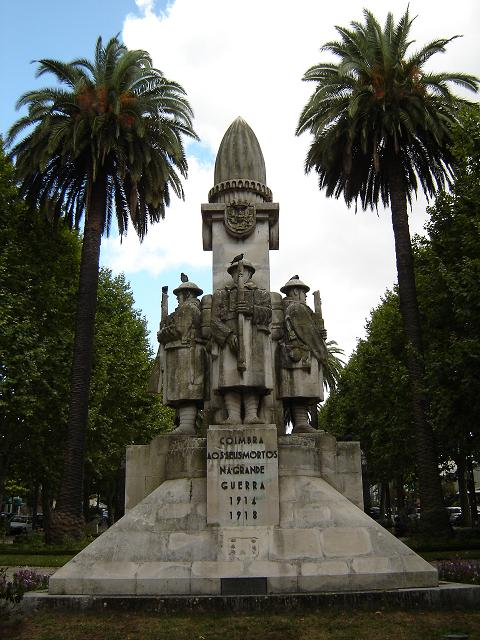
Denkmal für die Toten des Ersten Weltkrieges in Coimbra.

In der Nähe des indischen Denkmals von Neuve-Chapelle liegt der portugiesische Militärfriedhof von Richebourg. An diesem einzigen Gedenkort für den Einsatz der portugiesischen Nation im Ersten Weltkrieg ruhen 1.831 Soldaten.
Auf dem großen Militärfriedhof von Boulogne-sur-Mer liegen 140 Portugiesen.
In La Couture weihten die portugiesische und die französische Regierung 1928 ein Denkmal zu Ehren der Soldaten ein, die die Gemeinde so tapfer verteidigt hatten.